# Stephen Mitchell (traductor)
Stephen Mitchell (Brooklyn, New York, 1943), poeta, traductor, académico y escritor estadounidense.
Estudió en Poly Prep Country Day School, Amherst College, la Universidad de París y la Universidad Yale.
Es esposo de la escritora Byron Katie.

## Obra

### Poesía
- Parables and Portraits, HarperCollins, 1990, ISBN 0-06-092532-9

### Ficción
- The Frog Prince: A Fairy Tale for Consenting Adults, Harmony Books, 1999, ISBN 0-60-960545-3
- Meetings with the Archangel: A Comedy of the Spirit, HarperCollins, 1998, ISBN 0-06-018245-8

### No ficción
- A Thousand Names for Joy: Living in Harmony with the Way Things Are (con Byron Katie), Harmony Books, 2007, ISBN 0-307-33923-8
- Loving What Is: Four Questions That Can Change Your Life (con Byron Katie), Harmony Books, 2002, ISBN 1-400-04537-1
- The Gospel According to Jesus, Harper Perennial 1993, ISBN 0-060-92321-0

### Traducciones y adaptaciones
- The Iliad, Free Press, 2011, ISBN 978-1439163375
- The Second Book of the Tao, Penguin Press, 2009, ISBN 1-59-420203-2
- Gilgamesh: A New English Version, Free Press, 2004, ISBN 0-74-326169-0
- Bhagavad Gita: A New Translation, Harmony Books, 2002, ISBN 0-60-981034-0
- Real Power: Business Lessons from the Tao Te Ching (con James A. Autry), Riverhead Books, 1998, ISBN 1-57-322089-2
- Full Woman, Fleshly Apple, Hot Moon: Selected Poems of Pablo Neruda, HarperCollins, 1997, ISBN 0-06-018285-7
- Genesis: A New Translation of the Classic Biblical Stories, Harper Collins, 1996, ISBN 0-06-092856-5
- Ahead of All Parting: The Selected Poetry and Prose of Rainer Maria Rilke, Modern Library, 1995, 0-67-960161-9
- A Book of Psalms: Selected and Adapted from the Hebrew, Harper Perennial, 1994, ISBN 0-06-092470-5
- The Selected Poetry of Dan Pagis, University of California Press, 1996, ISBN 0-52-020539-1
- Tao Te Ching, HarperCollins, 1988, hardcover ISBN 0-06-016001-2, paperback ISBN 0-06-016001-2, ISBN paperback P.S. edition 0-06-114266-2, pocket edition ISBN 0-06-081245-1, illustrated edition ISBN 0-71-121278-3
- The Book of Job, Harper Perennial, 1992, ISBN 0-06-096959-8
- The Selected Poetry of Yehuda Amichai (con Chana Bloch), University of California Press, 1996, ISBN 0-52-020538-3
- The Sonnets to Orpheus × Rainer Maria Rilke, Simon & Schuster, 1985, ISBN 0-67-155708-4
- The Lay of the Love and Death of Cornet Christoph Rilke × Rainer Maria Rilke, Graywolf Press, 1985, ISBN 0-91-045702-6
- Letters to a Young Poet × Rainer Maria Rilke, Random House, 1984, ISBN 0-39-474104-8
- The Notebooks of Malte Laurids Brigge × Rainer Maria Rilke, Random House, 1983, ISBN 0-67-973245-4
- The Selected Poetry of Rainer Maria Rilke, Random House 1982, ISBN 0-39-452434-9, Vintage, 1989, ISBN 0-67-972201-7

### Ediciones
- Question Your Thinking, Change the World: Quotations from Byron Katie, Hay House, 2007, ISBN 1-40-191730-2
- The Essence of Wisdom: Words from the Masters to Illuminate the Spiritual Path, Broadway Books, 1998, ISBN 0-76-790305-6
- Bestiary: An Anthology of Poems about Animals, Frog, Ltd., 1996, ISBN 1-88-331948-X
- Into the Garden: A Wedding Anthology (con Robert Hass), HarperCollins, 1993, ISBN 0-06-016919-2
- The Enlightened Mind: An Anthology of Sacred Prose, 1991, ISBN 0-06-092320-2
- The Enlightened Heart: An Anthology of Sacred Poetry, HarperCollins, 1989, ISBN 0-06-092053-X
- Dropping Ashes on the Buddha: The Teaching of Zen Master Seung Sahn, Grove Press, 1976, ISBN 0-80-213052-6

### Literatura infantil
- The Ugly Duckling, × Hans Christian Andersen (ilustró Steve Johnson y Lou Fancher), Candlewick Press, 2007, ISBN 978-0763621599
- Iron Hans: A Grimms’ Fairy Tale (ilustró Matt Tavares), Candlewick Press, 2007, ISBN 0-76-362160-9
- Genies, Meanies, and Magic Rings: Three Tales from the Arabian Nights (ilustró Tom Pohrt), Walker & Co., 2007, ISBN 0-80-279639-7
- The Tinderbox, by Hans Christian Andersen (ilustró Bagram Ibatoulline), Candlewick Press, 2007, ISBN 0-76-362078-5
- The Wishing Bone and Other Poems (ilustró Tom Pohrt), Candlewick Press, 2003, ISBN 0-76-361118-2
- The Nightingale, by Hans Christian Andersen (ilustró Bagram Ibatoulline), Candlewick Press, 2002, ISBN 0-76-361521-8
- Jesus: What He Really Said and Did, Harpertempest 2002, ISBN 0-06-449009-2
- The Creation (ilustró Ori Sherman), Dial Books, 1990, ISBN 0-80-370618-9